# Hyphydrus villiersi
Hyphydrus villiersi is een keversoort uit de familie waterroofkevers (Dytiscidae). De wetenschappelijke naam van de soort is voor het eerst geldig gepubliceerd in 1948 door Guignot.